# 母音調和
母音調和（ぼいんちょうわ、英: vowel harmony）とは、一語の中に現れる母音の組み合わせに一定の制限が生じる現象のこと。同化の一つ。
アルタイ諸語（満州語などのツングース諸語、モンゴル語などのモンゴル諸語、トルコ語などのテュルク諸語）、フィンランド語・ハンガリー語などのフィン・ウゴル諸語を含む「ウラル語族」のほか、アフリカやアメリカの言語にも見られる。
母音調和現象を持つ言語には、その言語の中で使われる母音にグループがあり、ある単語の語幹に付く接辞の母音が、語幹の母音と同一グループの母音から選択される。母音のグループは、口を大きくあけて発音するかすぼめて発音するか（広い・狭い）、発音するときに舌が口の前に来るか後ろのほうに来るか（前舌・後舌）などの特徴によって区分されており、母音の調音のための口蓋の変化を少なくして発音の労力を軽減するための一種の発音のくせであると考えられている。

## 例

### フィンランド語
フィンランド語では、前母音と後母音とは一語中で共存できないが、中立母音はどちらとも共存できる。
| 前母音   | y | ö | ä |
| 後母音   | u | o | a |
| 中立母音 | i | e |   |

### モンゴル語
モンゴル語では女性母音と男性母音とは一語中で共存できないが、中性母音はどちらとも共存できる。
| 女性母音 | э /e/ | ө /ö/ | ү /ü/ |
| 男性母音 | а /a/ | о /o/ | у /u/ |
| 中性母音 | и /i/ | и /i/ | и /i/ |

### 中期朝鮮語
中期朝鮮語とは15～16世紀頃の朝鮮語を指す。
モンゴル語に多少似ており、陽母音と陰母音とは一語中で共存できないが、中性母音はどちらとも共存できる。
なお、こうした現象はその後崩壊し、現代朝鮮語では痕跡を残すのみである。
| 陰母音   | ㅓ /ə/ | ㅜ /u/ | ㅡ /ɯ/ |
| 陽母音   | ㅏ /a/ | ㅗ /o/ | ㆍ /ʌ/ |
| 中性母音 | ㅣ /i/ | ㅣ /i/ | ㅣ /i/ |

### トルコ語
トルコ語では、外来語などを除き、原則として“細い母音”（前舌母音）と“太い母音”（後舌母音）とは一語中で共存しない。
なお、非円唇と円唇、広い母音と狭い母音のそれぞれに2種類の母音があり、整然とした対応関係を示す場合が多い。
|                       | 非円唇 | 非円唇 | 円唇 | 円唇 |
| 広                    | 狭     | 広     | 狭   |      |
| --------------------- | ------ | ------ | ---- | ---- |
| ince unlu “細い母音”  | e      | i      | ö    | ü    |
| kalın unlu “太い母音” | a      | ı      | o    | u    |

### イボ語
西アフリカのイボ語やアカン語などは母音が2つの系列に分かれ、母音調和を行うことが知られている。イボ語では、前方舌根性(ATR)の有無によって8母音が以下のように分かれる。
| 前方舌根(+ATR) | i [i̘] | e [e] | u [u̘] | o [o̘] |
| 後方舌根(-ATR) | ị [i̙] | a [a] | ụ [u̙] | ọ [o̙] |

例えば、三人称男性過去を表す接頭辞は o と ọ の2つの形があり、前者は siri（料理する）、sere（喧嘩する）のような動詞の前に、後者は sịrị（言う）、sara（洗う）のような動詞の前に置かれる。

### ベンガル語
インド・アーリア語派の言語には母音調和を行う言語がいくつか知られているが、トルコ語などとは異なり、語幹の方が語尾に同化する。たとえばベンガル語では、語幹の中の広い母音は狭母音 (i, u) が語尾に加わると狭くなる。
| 狭い母音 | i | e | o | u |
| 広い母音 | e | a | ɔ | o |

例：
- কেনা kena（買う）- কিনি kini（私は買う）
- নট nɔṭ（俳優）- নটী noṭi（女優）

## 日本語における母音調和
万葉仮名の研究によって明らかにされた上代日本語の母音の法則も母音調和の一種とする説がある。すなわち、
- 上代特殊仮名遣いの甲類・乙類の違いは母音の違いに基づくものであると考えられる
- 上代特殊仮名遣いにおいて「有坂・池上の法則」と呼ばれる甲類・乙類の仮名の現れ方の法則性が確認される

ことをもって、上代の日本語には母音調和またはその痕跡があったとするものである。
「有坂・池上の法則」とは、次のようなものである。
- オ列甲類とオ列乙類は、同一結合単位（語幹ないし語根の形態素）に共存することはない。
- ウ列とオ列乙類は同一結合単位に共存することは少ない。特に、ウ列とオ列からなる2音節の結合単位においては、そのオ列音はオ列乙類ではない。
- ア列とオ列乙類は同一結合単位に共存することは少ない。

現代日本語でも、固有語と考えられる身体の部位を表す言葉、例えば「みみ」（耳）、「あたま」（頭）、「はな」（鼻）、「ほほ」（頬）、「かた」（肩）、「からだ」（身体）、「はら」（腹）、「ひじ」（肘）、「ちち」（乳）、「もも」（腿）、「また」（胯）、「しり」（尻）などは同じ母音の連続が顕著に見られ、これをもって日本語が原始的な母音調和の痕跡をとどめているともいわれる。日本語をアルタイ諸語に含める説の有力な根拠であるとされるが、これらが実際に母音調和であったという証明はされていない。